# Kerrang! Awards
Kerrang! Awards — ежегодная премия в области рок-музыки, вручаемая британским музыкальным журналом Kerrang!.

## История
Премия Kerrang! Awards вручается с 1993 года. Церемония вручения, проходящая в Лондоне, стала одним из наиболее известных событий музыкальной сцены Великобритании. Церемонию как правило ведут знаменитые музыканты.
Многие известные международные компании, такие как Island Records, Orange Music Electronic Company, Marshall Amplification и другие выступают в качестве спонсоров для различных категорий наград.
С 2001 года церемония Kerrang! Awards транслируется по телевидению.